# 프로이트 (영화)
프로이트(Freud)는 미국에서 제작된 존 휴스턴 감독의 1962년 드라마 영화이다. 몽고메리 클리프트 등이 주연으로 출연하였다.

## 출연

### 주연
- 몽고메리 클리프트
- 수잔나 요크

### 조연
- 래리 팍스
- 수잔 코너
- 에일린 헐리
- 페르낭 르두
- 데이비드 맥컬럼
- 로잘리 크러츨리